# Хёрст, Майкл (сценарист)
Майкл Хёрст (англ. Michael Hirst, род. 21 сентября 1952, Брадфорд, Уэст-Йоркшир) — британский сценарист и продюсер. Наиболее известен по фильмам «Елизавета» и «Золотой век», а также по культовым телесериалам «Тюдоры» и «Викинги», получив за два последних премию «Эмми»,

## Ранняя жизнь и образование
Майкл Хёрст родился в Брадфорде, Уэст-Йоркшир, но вырос в Илкли. Он посещал в Гимназической школе Брадфорда и Лондонской школе экономики и политических наук. В Ноттингемском университете он получил диплом с отличием по английской и американской литературе и изучал творчество Генри Джеймса в Колледже Тринити в Оксфорде.

## Карьера
Майкл Хёрст первоначально собирался стать академиком, но затем выбрал профессию сценариста после того, как Николас Роуг прочитал один из его рассказов и предложил Хёрсту писать для него сценарии.
Хёрст был главным сценаристом, создателем и исполнительным продюсером культового драматического телесериала «Тюдоры» телеканала Showtime, который транслировался с 2007 года по 2010 год. В шоу рассказывается история короля Генриха VIII и его шести жён, а также описывается жизнь его придворных на протяжении всего его правления.
Хёрст был выбран, чтобы написать сценарий к адаптации бестселлера Стюарта Хилла «Клич Айсмарка», однако фильм так и не был снят. Также он писал сценарий по книге Бернарда Корнуэлла «Азенкур», в которой рассказывается история короля Англии Генриха V и описывается битва при Азенкуре.
В 2011 году он выступил сопродюсером телесериала «Камелот» для телеканала Starz.
Хёрст продюсировал телесериал «Борджиа» для Showtime. «Борджиа» рассказывает историю печально известной семьи Борджиа. В главной роли папы Александра VI снялся Джереми Айронс, что стало для него первым опытом работы на телевидении в качестве ведущего актёра. Шоу было создано Нилом Джорданом и продолжалось три сезона.
Хёрст разрабатывал художественный фильм о Марии Стюарт с Working Title Films с Сиршей Ронан в главной роли. Но фильм в дальнейшем разрабатывался без участия Майкла Хёрста.
В 2013 году состоялась премьера телесериала «Викинги», который создал Хёрст для History Channel, что стало для телеканала первым опытом создания драматического сериала. В главных ролях снялись Трэвис Фиммел, Кэтрин Винник, Клайв Стэнден, Густаф Скарсгард, Джессалин Гилсиг и Гэбриэл Бирн.

## Личная жизнь
У Майкла Хёрста есть две дочери, Мод и Джорджия. Они обе исполнили роли в его телесериале «Викинги», а Мод также снялась в «Тюдорах».